# 黎仪
黎仪，广西阳朔人，明朝政治人物。
举人出身，万历二十四年，担任福建永安县知县。1606年，由施恒言接任。